# Championnat du monde de Formule 1 1977
Navigation
1976 1978
Le championnat  du monde de Formule 1 1977 a été remporté par l'Autrichien Niki Lauda sur une Ferrari. Ferrari remporte le championnat du monde des constructeurs.

## Règlement sportif
- L'attribution des points s'effectue selon le barème 9, 6, 4, 3, 2, 1.
- Seuls les huit meilleurs résultats des neuf premières manches et les sept meilleurs résultats des huit dernières manches sont retenus.

## Règlement technique
- Moteurs atmosphériques : 3 000 cm³
- Moteurs suralimentés : 1 500 cm3

## Pilotes et monoplaces
| Écurie                                 | Constructeur  | Châssis | Moteur                   | Pneus | no | Pilotes               | Manches disputées       |
| -------------------------------------- | ------------- | ------- | ------------------------ | ----- | -- | --------------------- | ----------------------- |
| Marlboro Team McLaren                  | McLaren       | M23 M26 | Ford 3,0 V8              | G     | 1  | James Hunt            | Toutes                  |
| Marlboro Team McLaren                  | McLaren       | M23 M26 | Ford 3,0 V8              | G     | 2  | Jochen Mass           | Toutes                  |
| Marlboro Team McLaren                  | McLaren       | M23 M26 | Ford 3,0 V8              | G     | 14 | Bruno Giacomelli      | 14                      |
| Marlboro Team McLaren                  | McLaren       | M23 M26 | Ford 3,0 V8              | G     | 40 | Gilles Villeneuve     | 10                      |
| Elf Team Tyrrell                       | Tyrrell       | P34     | Ford 3,0 V8              | G     | 3  | Ronnie Peterson       | Toutes                  |
| Elf Team Tyrrell                       | Tyrrell       | P34     | Ford 3,0 V8              | G     | 4  | Patrick Depailler     | Toutes                  |
| John Player Team Lotus                 | Lotus         | 78      | Ford 3,0 V8              | G     | 5  | Mario Andretti        | Toutes                  |
| John Player Team Lotus                 | Lotus         | 78      | Ford 3,0 V8              | G     | 6  | Gunnar Nilsson        | Toutes                  |
| Martini Racing                         | Brabham       | BT45    | Alfa Romeo 3,0 12 à plat | G     | 7  | John Watson           | Toutes                  |
| Martini Racing                         | Brabham       | BT45    | Alfa Romeo 3,0 12 à plat | G     | 8  | José Carlos Pace      | 1-3                     |
| Martini Racing                         | Brabham       | BT45    | Alfa Romeo 3,0 12 à plat | G     | 8  | Hans-Joachim Stuck    | 4-17                    |
| Martini Racing                         | Brabham       | BT45    | Alfa Romeo 3,0 12 à plat | G     | 21 | Giorgio Francia       | 14                      |
| Hollywood March Racing                 | March         | 761B    | Ford 3,0 V8              | G     | 9  | Alex Ribeiro          | Toutes                  |
| Team Rothmans International            | March         | 761B    | Ford 3,0 V8              | G     | 10 | Ian Scheckter         | 1-2, 5-17               |
| Team Rothmans International            | March         | 761B    | Ford 3,0 V8              | G     | 10 | Hans-Joachim Stuck    | 3                       |
| Team Rothmans International            | March         | 761B    | Ford 3,0 V8              | G     | 10 | Brian Henton          | 4                       |
| Scuderia Ferrari SpA SEFAC             | Ferrari       | 312 T2  | Ferrari 3,0 12 à plat    | G     | 11 | Niki Lauda            | 1-16                    |
| Scuderia Ferrari SpA SEFAC             | Ferrari       | 312 T2  | Ferrari 3,0 12 à plat    | G     | 11 | Gilles Villeneuve     | 17                      |
| Scuderia Ferrari SpA SEFAC             | Ferrari       | 312 T2  | Ferrari 3,0 12 à plat    | G     | 12 | Carlos Reutemann      | Toutes                  |
| Scuderia Ferrari SpA SEFAC             | Ferrari       | 312 T2  | Ferrari 3,0 12 à plat    | G     | 21 | Gilles Villeneuve     | 16                      |
| Stanley BRM Rotary Watches Stanley BRM | BRM           | P201B   | BRM 3,0 V12              | G     | 14 | Larry Perkins         | 1-4                     |
| Stanley BRM Rotary Watches Stanley BRM | BRM           | P201B   | BRM 3,0 V12              | G     | 35 | Guy Edwards           | 10                      |
| Stanley BRM Rotary Watches Stanley BRM | BRM           | P201B   | BRM 3,0 V12              | G     | 35 | Conny Andersson       | 5, 7-9                  |
| Stanley BRM Rotary Watches Stanley BRM | BRM           | P201B   | BRM 3,0 V12              | G     | 35 | Teddy Pilette         | 12, 14                  |
| Stanley BRM Rotary Watches Stanley BRM | BRM           | P201B   | BRM 3,0 V12              | G     | 40 | Teddy Pilette         | 11                      |
| Stanley BRM Rotary Watches Stanley BRM | BRM           | P201B   | BRM 3,0 V12              | G     | 29 | Teddy Pilette         | 13                      |
| Interscope Racing                      | Penske        | PC4     | Ford 3,0 V8              | G     | 14 | Danny Ongais          | 15-16                   |
| Équipe Renault Elf                     | Renault       | RS01    | Renault 1,5 V6 turbo     | M     | 15 | Jean-Pierre Jabouille | 9-17                    |
| Shadow Racing Team                     | Shadow        | DN5B    | Ford 3,0 V8              | G     | 16 | Tom Pryce             | 1-3                     |
| Shadow Racing Team                     | Shadow        | DN5B    | Ford 3,0 V8              | G     | 16 | Renzo Zorzi           | 4-5                     |
| Shadow Racing Team                     | Shadow        | DN5B    | Ford 3,0 V8              | G     | 16 | Riccardo Patrese      | 6-7, 9-11, 13-14, 16-17 |
| Shadow Racing Team                     | Shadow        | DN5B    | Ford 3,0 V8              | G     | 16 | Jackie Oliver         | 8                       |
| Shadow Racing Team                     | Shadow        | DN5B    | Ford 3,0 V8              | G     | 16 | Arturo Merzario       | 12                      |
| Shadow Racing Team                     | Shadow        | DN5B    | Ford 3,0 V8              | G     | 16 | Jean-Pierre Jarier    | 15                      |
| Shadow Racing Team                     | Shadow        | DN5B    | Ford 3,0 V8              | G     | 17 | Renzo Zorzi           | 1-3                     |
| Shadow Racing Team                     | Shadow        | DN5B    | Ford 3,0 V8              | G     | 17 | Alan Jones            | 4-17                    |
| Durex Team Surtees                     | Surtees       | TS19    | Ford 3,0 V8              | G     | 18 | Hans Binder           | 1-6, 15-17              |
| Team Surtees                           | Surtees       | TS19    | Ford 3,0 V8              | G     | 18 | Larry Perkins         | 7-9                     |
| Team Surtees                           | Surtees       | TS19    | Ford 3,0 V8              | G     | 18 | Patrick Tambay        | 9                       |
| Team Surtees                           | Surtees       | TS19    | Ford 3,0 V8              | G     | 18 | Vern Schuppan         | 10-13                   |
| Team Surtees                           | Surtees       | TS19    | Ford 3,0 V8              | G     | 18 | Lamberto Leoni        | 14                      |
| Beta Team Surtees                      | Surtees       | TS19    | Ford 3,0 V8              | G     | 19 | Vittorio Brambilla    | Toutes                  |
| Walter Wolf Racing                     | Wolf          | WR1     | Ford 3,0 V8              | G     | 20 | Jody Scheckter        | Toutes                  |
| Team Tissot Ensign with Castrol        | Ensign        | N177    | Ford 3,0 V8              | G     | 21 | Jacky Ickx            | 7                       |
| Team Tissot Ensign with Castrol        | Ensign        | N177    | Ford 3,0 V8              | G     | 22 | Clay Regazzoni        | 1-5, 7-17               |
| Team Tissot Ensign with Castrol        | Ensign        | N177    | Ford 3,0 V8              | G     | 22 | Jacky Ickx            | 6                       |
| Theodore Racing Hong Kong              | Ensign        | N177    | Ford 3,0 V8              | G     | 23 | Patrick Tambay        | 10-17                   |
| Penthouse Rizla Racing                 | Hesketh       | 308E    | Ford 3,0 V8              | G     | 24 | Rupert Keegan         | 4-16                    |
| Hesketh Racing                         | Hesketh       | 308E    | Ford 3,0 V8              | G     | 25 | Harald Ertl           | 5-10                    |
| Hesketh Racing                         | Hesketh       | 308E    | Ford 3,0 V8              | G     | 25 | Héctor Rebaque        | 11-13                   |
| Hesketh Racing                         | Hesketh       | 308E    | Ford 3,0 V8              | G     | 25 | Ian Ashley            | 14-16                   |
| Hesketh Racing                         | Hesketh       | 308E    | Ford 3,0 V8              | G     | 39 | Héctor Rebaque        | 8-10, 14                |
| Hesketh Racing                         | Hesketh       | 308E    | Ford 3,0 V8              | G     | 39 | Ian Ashley            | 12-13                   |
| Ligier Gitanes                         | Ligier        | JS7     | Matra 3,0 V12            | G     | 26 | Jacques Laffite       | Toutes                  |
| Ligier Gitanes                         | Ligier        | JS7     | Matra 3,0 V12            | G     | 27 | Jean-Pierre Jarier    | 17                      |
| Williams Grand Prix Engineering        | March         | 761     | Ford 3,0 V8              | G     | 27 | Patrick Nève          | 5, 7-16                 |
| Copersucar-Fittipaldi                  | Fittipaldi    | FD04    | Ford 3,0 V8              | G     | 28 | Emerson Fittipaldi    | 1-16                    |
| Copersucar-Fittipaldi                  | Fittipaldi    | FD04    | Ford 3,0 V8              | G     | 29 | Ingo Hoffmann         | 1-2                     |
| Chesterfield Racing                    | March McLaren | 761 M23 | Ford 3,0 V8              | G     | 30 | Brett Lunger          | 3-5, 7-16               |
| LEC Refrigeration Racing               | LEC           | CRP1    | Ford 3,0 V8              | G     | 31 | David Purley          | 5-10                    |
| RAM Racing/F&S Properties              | March         | 761     | Ford 3,0 V8              | G     | 32 | Mikko Kozarowitsky    | 7-8, 10-11              |
| RAM Racing/F&S Properties              | March         | 761     | Ford 3,0 V8              | G     | 32 | Michael Bleekemolen   | 13                      |
| RAM Racing/F&S Properties              | March         | 761     | Ford 3,0 V8              | G     | 33 | Boy Hajye             | 3, 5-8, 13              |
| RAM Racing/F&S Properties              | March         | 761     | Ford 3,0 V8              | G     | 39 | Mikko Kozarowitsky    | 5                       |
| ATS Racing Team                        | Penske        | PC4     | Ford 3,0 V8              | G     | 33 | Hans Binder           | 12-14                   |
| ATS Racing Team                        | Penske        | PC4     | Ford 3,0 V8              | G     | 34 | Jean-Pierre Jarier    | 4-14                    |
| ATS Racing Team                        | Penske        | PC4     | Ford 3,0 V8              | G     | 35 | Hans Heyer            | 11                      |
| ATS Racing Team                        | Penske        | PC4     | Ford 3,0 V8              | G     | 35 | Hans Binder           | 13                      |
| RAM Racing                             | March         | 761     | Ford 3,0 V8              | G     | 34 | Andy Sutcliffe (en)   | 10                      |
| Iberia Airlines                        | McLaren       | M23     | Ford 3,0 V8              | G     | 36 | Emilio de Villota     | 5, 7-12, 14             |
| Team Merzario                          | March         | 761B    | Ford 3,0 V8              | G     | 37 | Arturo Merzario       | 5-11, 13-14             |
| British Formula 1 Racing Team          | March         | 761     | Ford 3,0 V8              | G     | 38 | Brian Henton          | 5, 10, 12               |
| British Formula 1 Racing Team          | March         | 761     | Ford 3,0 V8              | G     | 38 | Jean-Pierre Jabouille | 6                       |
| British Formula 1 Racing Team          | March         | 761     | Ford 3,0 V8              | G     | 38 | Bernard de Dryver     | 7                       |
| British Formula 1 Racing Team          | March         | 761     | Ford 3,0 V8              | G     | 38 | Henri Pescarolo       | 9                       |
| British Formula 1 Racing Team          | March         | 761     | Ford 3,0 V8              | G     | 46 | Bernard de Dryver     | 10                      |
| Jac Nelleman                           | Penske        | PC3     | Ford 3,0 V8              | G     | 38 | Jac Nelleman          | 8                       |
| Alarmsystemen HB Bewaking Systems      | Boro          | 001     | Ford 3,0 V8              | G     | 38 | Brian Henton          | 13-14                   |
| Hesketh Racing with Penthouse Rizla    | Hesketh       | 308E    | Ford 3,0 V8              | G     | 39 | Héctor Rebaque        | 7                       |
| Jolly Club Switzerland                 | Apollon       | Fly     | Ford 3,0 V8              | G     | 41 | Loris Kessel          | 7, 9, 12-14             |
| Hexagone of Highgate                   | Penske        | PC3     | Ford 3,0 V8              | G     | 43 | Derek Bell            | 10                      |
| Melchester Racing                      | Surtees       | TS19    | Ford 3,0 V8              | G     | 44 | Tony Trimmer          | 10                      |
| Brian McGuire                          | McGuire       | BM1     | Ford 3,0 V8              | G     | 45 | Brian McGuire         | 10                      |
| Meritsu Racing Team                    | Tyrrell       | 007     | Ford 3,0 V8              | D     | 50 | Kunimitsu Takahashi   | 17                      |
| Kojima Engineering                     | Kojima        | KE009   | Ford 3,0 V8              | B     | 51 | Noritake Takahara     | 17                      |
| Heros Racing Corporation               | Kojima        | KE009   | Ford 3,0 V8              | B     | 52 | Kazuyoshi Hoshino     | 17                      |

Chez Ferrari, le rapide pilote argentin Carlos Reutemann, déjà engagé en tant que troisième pilote à Monza l'année précédente, remplace Clay Regazzoni. Le déroulement des essais hivernaux a laissé entrevoir que Ferrari faisait de Reutemann son nouveau premier pilote. Malgré son retour héroïque à la compétition après son grave accident du Nürburgring, Niki Lauda semble en pleine disgrâce à Maranello à la suite de son abandon volontaire au Grand Prix du Japon 1976, et ses capacités à retrouver son meilleur niveau sont ouvertement mises en doute. 

Parmi les transferts marquants de l'hiver, on note le départ surprise de Jody Scheckter vers la nouvelle écurie Wolf Racing. Il est remplacé chez Tyrrell, qui aligne à nouveau la fameuse voiture à 6 roues, par Ronnie Peterson lassé des prestations erratiques des March. 
D'un point de vue technique, la saison 1977 marque l'arrivée de deux nouveautés appelées à bouleverser la Formule 1 dans les années à venir:
- Lotus introduit avec sa Lotus 78 le concept de wing-car qui consiste à donner à la monoplace un profil d'aile d'avion inversée pour offrir une meilleure adhérence en courbe. L'effet de sol ainsi créé est sauvegardé par l'emploi de jupes sur les côtés des pontons qui assurent l'étanchéité du système.
- L'autre grande nouveauté est introduite par Renault qui annonce pour le milieu de la saison son engagement avec une voiture équipée d'un moteur turbocompressé. En s'engageant dans la voie de la suralimentation, Renault décide d'explorer une solution technique autorisée par le règlement depuis 1966 mais que personne n'a encore osé aborder en raison de l'équivalence des cylindrées (1 pour 2) jugée rédhibitoire.

## Résumé du championnat du monde 1977
L'ouverture de la saison est un vrai coup de théâtre : après les abandons des pilotes les plus rapides (notamment Hunt et Watson, partis de la première ligne et dominateurs) la victoire revient à Jody Scheckter qui s'élançait seulement de la onzième place sur la grille. Le Sud-Africain réussit l'exploit d'imposer la Wolf dès le tout premier Grand Prix de cette nouvelle écurie. Une telle performance ne s'était pas produite depuis le GP de France 1954 et la victoire de Fangio sur Mercedes. 
Au Brésil, Carlos Reutemann présenté comme l'un des grands favoris du championnat, gagne la course malgré une prestation remarquée de Carlos Pace sur Brabham-Alfa. En Afrique du Sud, la Scuderia s'impose à nouveau par l'intermédiaire de Niki Lauda dont c'est le premier succès depuis son accident de l'année précédente. Solide deuxième, Scheckter prend la tête du championnat. La course est marquée par l'accident mortel du Gallois Tom Pryce qui a percuté à pleine vitesse un commissaire de piste imprudent. Deux semaines plus tard, la Formule 1 est à nouveau endeuillée : le pilote brésilien Carlos Pace, très en verve depuis le début de saison sur sa Brabham-Alfa Romeo trouve la mort dans un accident d'avion. 
À Long Beach en Californie où Alan Jones remplace Pryce chez Shadow tandis que l'Allemand Stuck est appelé en remplacement de Pace, Mario Andretti offre à la Lotus 78 wing car son premier succès. À nouveau à son avantage, Jody Scheckter termine troisième et reste en tête du championnat à égalité avec Lauda. En Espagne, de manière encore plus nette qu'en Californie, Andretti décroche une nouvelle victoire. À nouveau sur le podium, Scheckter met à profit le forfait de Lauda dont une côte mal consolidée, séquelle de son accident de 1976, s'est cassée, pour reprendre seul la tête du championnat.
À Monaco, Jody Scheckter confirme la bonne tenue de la Wolf en décrochant sa deuxième victoire devant le revenant Lauda. Contrairement à sa victoire chanceuse de Buenos Aires, ce succès ne doit rien au hasard puisqu'il a dominé la course de bout en bout après avoir pris le meilleur sur le poleman Watson au départ. 
Peu à leur aise dans les rues de la principauté, les Lotus retrouvent leur superbe en Belgique. Si Andretti décroche la pole, la victoire revient à son équipier suédois Gunnar Nilsson. Deuxième, Lauda revient à un point de Scheckter au championnat. La domination Lotus se poursuit en Suède mais, victime d'une panne d'essence en vue de l'arrivée, Andretti doit céder la victoire à l'inattendu Jacques Laffite sur la Ligier-Matra qualifiée huitième mais impériale en course. Dans l'histoire du championnat du monde, c'est la première victoire d'une combinaison châssis-moteur franco-française. Le public français attend des « Bleus » qu'ils rééditent leur exploit au Grand Prix de France mais à Dijon, Mario Andretti prend sa revanche après avoir profité à son tour d'une panne d'essence de John Watson en fin de course. Modeste cinquième, Lauda reprend à Scheckter la tête du championnat en devançant Andretti et le Sud-Africain d'un point.
À Silverstone, le champion du monde en titre James Hunt se rappelle au bon souvenir de tous en décrochant sa première victoire de la saison à la suite d'un énième abandon de John Watson, grand malchanceux de la saison. Mario Andretti est victime de son moteur tandis que Scheckter part à la faute en début de course ce qui permet au régulier Lauda de prendre ses distances au championnat. La fameuse Renault turbo fait ses débuts aux mains de Jean-Pierre Jabouille : encore loin en matière de performances et victime en outre d'une fiabilité douteuse de son moteur dont s'échappe souvent de la fumée, la voiture jaune est ironiquement rebaptisée The yellow tea-pot (la théière jaune) par les amateurs britanniques. 
Quasiment un an jour pour jour après son terrible accident, Lauda effectue un retour victorieux en Allemagne à cette nuance près que la F1 a délaissé le Nürburgring pour le tracé d'Hockhenheim. Puis, deuxième en Autriche derrière Alan Jones et encore victorieux aux Pays-Bas, il s'envole irrésistiblement au championnat. Dans le même temps, Mario Andretti, qui faisait figure à mi-saison de favori pour le titre, subit trois nouvelles casses moteur et apparaît définitivement lâché. Il renoue avec le succès à Monza mais, solide deuxième, Lauda fait un nouveau pas vers le titre qu'il s'assure définitivement à Watkins Glen par une simple quatrième place. 
En froid avec les principaux membres de la Scuderia depuis l'hiver précédent et n'ayant pas digéré les critiques à son encontre, ainsi que le désaveu consistant à faire de lui le deuxième pilote de l'écurie derrière Reutemann qu'il dominera tout au long de l'année, Lauda signe pour la saison suivante avec l'écurie Brabham de Bernie Ecclestone au cours de l'été. Le titre mondial en poche, l'Autrichien claque la porte de la Scuderia avant même les deux dernières épreuves de la saison. Au Grand Prix du Canada à Mosport, il est remplacé par le Québécois Gilles Villeneuve. La course est remportée par Scheckter qui, malgré une deuxième partie de saison poussive, profite d'une énième casse moteur d'Andretti pour s'assurer la place de vice-champion du monde. 
Puis au Japon, dans une course marquée par l'accrochage entre Villeneuve et Peterson qui coûte la vie à deux personnes (situées dans un endroit théoriquement interdit au public), James Hunt s'impose. Sur le podium de la course, seul figure le troisième Patrick Depailler car Hunt et Reutemann ne se sont pas présentés à la cérémonie protocolaire pour ne pas manquer leur avion pour l'Europe.

## Grands Prix de la saison 1977
| no  | Date         | Grand Prix                      | Lieu           | Vainqueur        | Écurie       | Pole position  | Record du tour  | Résumé |
| --- | ------------ | ------------------------------- | -------------- | ---------------- | ------------ | -------------- | --------------- | ------ |
| 281 | 9 janvier    | Grand Prix d'Argentine          | Buenos Aires   | Jody Scheckter   | Wolf-Ford    | James Hunt     | James Hunt      | Résumé |
| 282 | 23 janvier   | Grand Prix du Brésil            | Interlagos     | Carlos Reutemann | Ferrari      | James Hunt     | James Hunt      | Résumé |
| 283 | 5 mars       | Grand Prix d'Afrique du Sud     | Kyalami        | Niki Lauda       | Ferrari      | James Hunt     | John Watson     | Résumé |
| 284 | 3 avril      | Grand Prix des États-Unis Ouest | Long Beach     | Mario Andretti   | Lotus-Ford   | Niki Lauda     | Niki Lauda      | Résumé |
| 285 | 8 mai        | Grand Prix d'Espagne            | Jarama         | Mario Andretti   | Lotus-Ford   | Mario Andretti | Jacques Laffite | Résumé |
| 286 | 22 mai       | Grand Prix de Monaco            | Monaco         | Jody Scheckter   | Wolf-Ford    | John Watson    | Jody Scheckter  | Résumé |
| 287 | 5 juin       | Grand Prix de Belgique          | Zolder         | Gunnar Nilsson   | Lotus-Ford   | Mario Andretti | Gunnar Nilsson  | Résumé |
| 288 | 19 juin      | Grand Prix de Suède             | Anderstorp     | Jacques Laffite  | Ligier-Matra | Mario Andretti | Mario Andretti  | Résumé |
| 289 | 3 juillet    | Grand Prix de France            | Dijon-Prenois  | Mario Andretti   | Lotus-Ford   | Mario Andretti | Mario Andretti  | Résumé |
| 290 | 16 juillet   | Grand Prix de Grande-Bretagne   | Silverstone    | James Hunt       | McLaren-Ford | James Hunt     | James Hunt      | Résumé |
| 291 | 31 juillet   | Grand Prix d'Allemagne          | Hockenheim     | Niki Lauda       | Ferrari      | Jody Scheckter | Niki Lauda      | Résumé |
| 292 | 14 août      | Grand Prix d'Autriche           | Österreichring | Alan Jones       | Shadow-Ford  | Niki Lauda     | John Watson     | Résumé |
| 293 | 28 août      | Grand Prix des Pays-Bas         | Zandvoort      | Niki Lauda       | Ferrari      | Mario Andretti | Niki Lauda      | Résumé |
| 294 | 11 septembre | Grand Prix d'Italie             | Monza          | Mario Andretti   | Lotus-Ford   | James Hunt     | Mario Andretti  | Résumé |
| 295 | 2 octobre    | Grand Prix des États-Unis Est   | Watkins Glen   | James Hunt       | McLaren-Ford | James Hunt     | Ronnie Peterson | Résumé |
| 296 | 9 octobre    | Grand Prix du Canada            | Mosport        | Jody Scheckter   | Wolf-Ford    | Mario Andretti | Mario Andretti  | Résumé |
| 297 | 23 octobre   | Grand Prix du Japon             | Fuji           | James Hunt       | McLaren-Ford | Mario Andretti | Jody Scheckter  | Résumé |

| Date    | Grand Prix                                | Lieu         | Vainqueur  | Écurie       | Pole position | Record du tour | Résumé |
| ------- | ----------------------------------------- | ------------ | ---------- | ------------ | ------------- | -------------- | ------ |
| 20 mars | XII Marlboro/Daily Mail Race of Champions | Brands Hatch | James Hunt | McLaren-Ford | John Watson   | James Hunt     | Résumé |

## Classement des pilotes
| Classement | Pilote             | Points |
| ---------- | ------------------ | ------ |
| Champion   | Niki Lauda         | 72     |
| 2e         | Jody Scheckter     | 55     |
| 3e         | Mario Andretti     | 47     |
| 4e         | Carlos Reutemann   | 42     |
| 5e         | James Hunt         | 40     |
| 6e         | Jochen Mass        | 25     |
| 7e         | Alan Jones         | 22     |
| 8e         | Gunnar Nilsson     | 20     |
| 9e         | Patrick Depailler  | 20     |
| 10e        | Jacques Laffite    | 18     |
| 11e        | Hans-Joachim Stuck | 12     |
| 12e        | Emerson Fittipaldi | 11     |
| 13e        | John Watson        | 9      |
| 14e        | Ronnie Peterson    | 7      |
| 15e        | José Carlos Pace   | 6      |
| 16e        | Vittorio Brambilla | 6      |
| 17e        | Clay Regazzoni     | 5      |
| 18e        | Patrick Tambay     | 5      |
| 19e        | Jean-Pierre Jarier | 1      |
| 20e        | Riccardo Patrese   | 1      |
| 21e        | Renzo Zorzi        | 1      |

## Classement des constructeurs
| Classement | Écurie             | Points  |
| ---------- | ------------------ | ------- |
| Champion   | Ferrari            | 95 (97) |
| 2e         | Lotus-Ford         | 62      |
| 3e         | McLaren-Ford       | 60      |
| 4e         | Wolf-Ford          | 55      |
| 5e         | Brabham-Alfa Romeo | 27      |
| 6e         | Tyrrell-Ford       | 27      |
| 7e         | Shadow-Ford        | 23      |
| 8e         | Ligier-Matra       | 18      |
| 9e         | Fittipaldi-Ford    | 11      |
| 10e        | Ensign-Ford        | 10      |
| 11e        | Surtees-Ford       | 6       |
| 12e        | Penske-Ford        | 1       |